# Острова Морского Конька (Чукотское море)
Острова Морского Конька (англ. Seahorse Islands) — длинная и узкая цепочка песчаных островов в северо-западной части шельфа в районе Аляски, США. Они расположены между заливом Пеард и Чукотским морем в 1,7 км (1,1 мили) к востоку от точки Франклина. Длина самого протяжённого острова составляет около 5 км (3,1 мили), а его максимальная высота над уровнем моря — 2 м (6,6 фута). Форма этих прибрежных островов со временем меняется.